# IATAコードを持つ鉄道駅一覧
IATAコードを持つ鉄道駅一覧（IATAコードをもつてつどうえきいちらん）では、 IATA空港コードと同様にIATAによってコードが割り当てられた鉄道駅を一覧する。
このような鉄道駅は典型的に、特にヨーロッパにおいて、航空会社と鉄道会社とのAir-rail allianceやコードシェア（レール＆フライとして知られる）に用いられる。鉄道駅にIATAコードを割り当てることで、旅客はこれらの鉄道駅を含む全旅程のチケットを手配できる。鉄道と空路を乗り継ぐ際は、直接最終目的地まで手荷物預託やチェックインができることがある。あるいは、鉄道では自ら手荷物を運ばなければならない場合もあるが、いずれにせよ鉄道の予約を別途行う必要はない。

## 空港
空港に所在する鉄道駅には下記などがある。

### オーストリア
- ウィーン国際空港

### ベルギー
- ブリュッセル空港 - ベルギー国鉄利用

### デンマーク
- コペンハーゲン空港 - 航空券はスウェーデン国鉄へ利用可能（デンマーク国鉄は不可）

### フランス
- シャルル・ド・ゴール空港 - フランス国鉄とユーロスター
- リヨン・サン＝テグジュペリ - 高速鉄道と初めて結びついた空港でもある

### ドイツ
- フランクフルト空港
- ケルン・ボン空港
- デュッセルドルフ空港
- ライプツィヒ・ハレ空港

(ドイツ鉄道のAIRail)

### オランダ
- アムステルダム・スキポール空港 - エールフランス‐KLMでは、アムステルダムやパリ発着の航空券にベルギーへの列車やバスを付随できる。

### ノルウェー
- オスロ空港 (フリートーゲ)
- トロンハイム空港 (ノルウェー国鉄)

### スウェーデン
- ストックホルム・アーランダ空港 - 航空券がスウェーデン国鉄に使える

### スイス
- ジュネーヴ空港駅 (スイス連邦鉄道)
- チューリッヒ空港駅 (スイス連邦鉄道)

### トルコ
- アドナン・メンデレス空港 (イズバン（トルコ語版）)

### イギリス
- バーミンガム国際駅（バーミンガム空港）
- ロンドン
  - ガトウィック空港駅 - ロンドンやナショナル・レールの地点への接続がある
  - ヒースロー・セントラル駅 (ヒースロー・エクスプレスとロンドン地下鉄ピカデリー線)
  - ロンドン・スタンステッド空港 (スタンステッド・エクスプレス（英語版）)
  - ロンドン・シティ空港 (ドックランズ・ライト・レイルウェイ)
- マンチェスター空港駅
- グラスゴー・プレストウィック空港駅

### アメリカ
アムトラックの駅コードはIATAの駅コードと対応していないことに注意
- ニューアーク・リバティー国際空港 - アムトラック
- ボルチモア・ワシントン国際空港 - アムトラック

## 鉄道駅コード
鉄道駅のIATAコードは、駅と空港がコードを共有する場合を除いて、通常 Q、X または Z から始まる。一部の小さな都市では、市内の鉄道駅が市外の空港（数キロメートルの距離）とコードを共有する場合がある。旅程を検索するときに、このような乗り換えを含む接続が表示される場合があり、この場合は通常タクシーや電車、バスでの乗り換えが必要になる。

### A
- ADB: アドナン・メンデレス空港駅 - イズミル、トルコ
- AMS: スキポール空港駅 (ウエースプ-ライデン線（オランダ語版）) アムステルダム、オランダ。ロッテルダム、ブリュッセル、パリ行きのオランダ南高速線（タリスとインターシティ・ダイレクト（英語版））も停車する
- ARN: ストックホルム・アーランダ空港駅 - スウェーデン (4・5番ターミナルの間に所在）

### B
- BHX: バーミンガム国際駅（バーミンガム空港）イギリス (空港から鉄道で600 m)
- BNJ: ボン中央駅、ザンクト・アウグスティン、ドイツ (ボン・ハンゲラー空港 (ICAO: EDKB))
- BOO: ボードー駅、ノルウェー (空港から5 km)
- BRS: ブリストル・テンプル・ミーズ駅、イギリス (空港から13 km)
- BRU: ブリュッセル・エアポート・ザベンテム駅 ベルギー

### C
- CBG: ケンブリッジ駅、イギリス
- CDG: シャルル・ド・ゴール空港第2TGV駅、パリ＝シャルル・ド・ゴール空港、パリ、フランス (LGV東連絡線 TGV/タリス)
- CGN: ケルン/ボン空港駅、ドイツ (空港から徒歩の距離)。ICEの列車も停車する
- CPH: コペンハーゲン空港カストルプ駅、デンマーク (ターミナル3下)

### D
- DUS: デュッセルドルフ空港駅、ドイツ、ケルン-デュースブルク線 (SkyTrain people mover)

### E
- EEP: パンプローナ駅、パンプローナ、スペイン
- EWR: ニューアーク・リバティー国際空港駅、ニュージャージー州、アメリカ (空港からエアトレイン・ニューアークで2 km)

### F
- FRA: フランクフルト空港遠距離駅、フランクフルト・アム・マイン、ドイツ。ケルン-ライン＝マイン高速線 (空港から徒歩の距離)
- FVS: フィンリャンツキー駅、サンクトペテルブルク、ロシア

### G
- GGZ: グラーツ中央駅、オーストリア
- GVA: ジュネーヴ国際空港駅

### H
- HEC: ヘルシンキ中央駅、ヘルシンキ、フィンランド
- HVT: ティックリラ駅、ヘルシンキ、フィンランド

### I
- IOB: インスブルック中央駅、オーストリア

### J
- JKG: ヨンショーピング市駅、スウェーデン (空港から11 km)

### K
- KGV: クラーゲンフルト中央駅、オーストリア
- KLR: カルマル中央駅、スウェーデン (空港から6 km)
- KSD: カールスタード中央駅、スウェーデン (空港から17 km)

### L
- LEJ: ライプツィヒ・ハレ空港駅、ドイツ (空港から徒歩の距離)
- LHR: ヒースロー駅: ヒースロー・セントラル駅、ヒースロー・ターミナルズ2、3駅、ヒースロー・ターミナル4駅 (ロンドン地下鉄)、ヒースロー・ターミナル4駅、ヒースロー・ターミナル5駅 (全てロンドン・ヒースロー空港の周辺)
- LPI: リンシェーピング中央駅、スウェーデン (空港から3 km)
- LPL: リヴァプール・ライム・ストリート駅[要出典]
- LYS: リヨン・サン＝テグジュペリTGV駅、リヨン、フランス
- LZS: リンツ中央駅、オーストリア

### M
- MAN: マンチェスター空港駅
- MHG: マンハイム中央駅、マンハイム、ドイツ

### N
- NCL: ニューカッスル駅、イギリス

### O
- OSD: エステルスンド中央駅、スウェーデン (空港から9 km)
- OSL: オスロ空港駅、ノルウェー (空港から徒歩の距離)

### P
- PIK: プレストウィック空港駅、スコットランド、イギリス
- POK: ザンクト・ペルテン中央駅、オーストリア

### Q
- QDH: アシュフォード国際駅、アシュフォード、ケント_(イングランド)、イギリス
- QDU: デュッセルドルフ中央駅、デュッセルドルフ、ドイツ
- QFB: フライブルク中央駅、フライブルク ドイツ
- QFV: ベルゲン駅、ノルウェー
- QJZ: ナント駅、フランス
- QKL: ケルン中央駅、ケルン、ドイツ
- QLJ: ルツェルン駅、ルツェルン、スイス
- QLS: ローザンヌ、スイス
- QPP: ベルリン中央駅、ベルリン、ドイツ
- QQK: キングス・クロス駅、ロンドン、イギリス
- QQM: マンチェスター・ピカデリー駅、マンチェスター、イギリス
- QQN: バーミンガム・ニューストリート駅、バーミンガム、イギリス
- QQP: パディントン駅、ロンドン、イギリス
- QQS: セント・パンクラス駅、ロンドン、イギリス
- QQU: ユーストン駅、ロンドン、イギリス
- QQW: ウォータールー駅#ウォータールー国際駅、ロンドン、イギリス
- QQY: ヨーク駅、ヨークシャー
- QRH: ロッテルダム中央駅、オランダ
- QXB: エクス＝アン＝プロヴァンスTGV駅、エクス＝アン＝プロヴァンス、フランス
- QXG: アンジェ・サン・ロー駅、サン・ロー、アンジェ、フランス
- QYG: ドイツの鉄道駅全体のコード
- QYX: ウプサラ中央駅、ウプサラ、スウェーデン

### R
- RWA: ワルシャワ中央駅、ワルシャワ、ポーランド

### S
- SGS: 品川駅、日本[1]
- SIA: サウスエンド空港駅 (IATA: SEN, ICAO: EGMC)、イギリス
- SOO: セーデルハムン駅、スウェーデン (定期航空便の廃止された旧空港と同一コード)
- STN: スタンステッド空港駅 (Stansted Express、同一コードの空港下)
- SWS: スウォンジー駅、ウェールズ、イギリス

### T
- THN: トロルヘッタン中央駅、スウェーデン (空港から6 km)
- TRD: トロンハイム中央駅、ノルウェー (空港から徒歩の距離)
- TTK: トッテナム・ヘイル駅、ロンドン、イギリス (空港なし)
- TYQ: 東京駅、日本[1]

### V
- VIE: ウィーン空港駅、オーストリア
- VST: ヴェステロース中央駅、スウェーデン (空港から6 km)
- VXO: ベクショー駅、スウェーデン (空港から9 km)

### X
- XAT: アンティーブ駅、アンティーブ、フランス
- XAX: ドルヴァル駅 (VIA鉄道)、モントリオール、カナダ (モントリオール・ピエール・エリオット・トルドー国際空港 (IATA: YUL, ICAO: CYUL)から2 km)
- XBF: ベルガルド駅、ベルガルド＝シュル＝ヴァルスリーヌ、フランス
- XBK: ブール＝カン＝ブレス駅、ブール＝カン＝ブレス、フランス
- XCG: カーニュ＝シュル＝メール駅、カーニュ＝シュル＝メール、フランス
- XDB: リール・ユーロップ駅、リール (フランス)、フランス
- XDH: ジャスパー駅、ジャスパー (アルバータ州)、カナダ
- XDS: オタワ駅 - オタワ、オンタリオ、カナダ
- XDV: プリンスジョージ駅、プリンス・ジョージ、ブリティッシュコロンビア州、カナダ
- XDW: プリンスルパート駅、プリンスルパート、カナダ
- XDZ: ザ・パース駅、ザ・パス、マニトバ州、カナダ
- XEA: パシフィック・セントラル駅、バンクーバー (ブリティッシュコロンビア州)、カナダ
- XED: マルヌ＝ラ＝ヴァレ＝シェシー駅、フランス (ディズニーランド・パリ)
- XEF: ユニオン駅_(ウィニペグ)、ウィニペグ、マニトバ州、カナダ
- XEV: ストックホルム中央駅、スウェーデン
- XEW: Flemingsberg駅 (旧Stockholm Syd Flemingsberg駅)、スウェーデン
- XFF: カレー・フレタン駅、カレー (フランス)、フランス
- XFJ: エシルストゥーナ駅、エシルストゥーナ、スウェーデン
- XFP: マルメ中央駅、スウェーデン
- XGB: モンパルナス駅、パリ、フランス
- XGC: ルンド中央駅、スウェーデン
- XGH: フロム駅、ノルウェー
- XGJ: コーバーグ駅、カナダ
- XGZ: ブレゲンツ中央駅、オーストリア
- XHJ: アーヘン中央駅、アーヘン、ドイツ
- XHK: ヴァランスTGV駅、ヴァランス (ドローム県)、フランス
- XIA: ゲルフ駅、カナダ
- XIT: ライプツィヒ中央駅、ライプツィヒ、ドイツ
- XIZ: シャンパーニュ＝アルデンヌTGV駅、ランス (マルヌ県)、フランス
- XJY: マッシーTGV駅、マシー、フランス
- XKL: KLセントラル駅、クアラルンプール、マレーシア
- XLM: サン・ランベール駅、モントリオール、ケベック、カナダ
- XLV: ナイアガラフォールズ_(オンタリオ州)駅、ナイアガラフォールズ (オンタリオ州)、カナダ
- XOC: アトーチャ駅、マドリード、スペイン
- XOP: ポワチエ駅、ポワチエ、フランス
- XPG: パリ北駅、パリ、フランス
- XPH: ポート・ホープ駅、カナダ
- XPJ: モンペリエ・サンロッシュ駅、モンペリエ、フランス
- XQE: エブスフリート国際駅、エブスフリート・バレー、イギリス (ユーロスター)
- XQT: リッチフィールド・トレントバレー駅、イギリス
- XRG: ルージリー・トレントバレー駅、イギリス
- XRF: マルセイユ・サン・シャルル駅、マルセイユ、フランス
- XRK: パヴェレツキー駅、モスクワ、ロシア
- XSH: サン・ピエール・デ・コール駅 、トゥール (アンドル＝エ＝ロワール県)、フランス
- XVQ: ヴェネツィア・サンタ・ルチーア駅、イタリア
- XWC: ウィーン中央駅、オーストリア
- XWG: ストラスブール駅、フランス
- XWK: カールスクルーナ駅、スウェーデン
- XWL: ヨーテボリ中央駅、スウェーデン
- XWR: エレブルー駅、スウェーデン
- XWW: ウィーン西駅、オーストリア
- XXL: リレハンメル駅、ノルウェー
- XXZ: スンツヴァル駅、スウェーデン
- XYB: ボルレンゲ駅、スウェーデン
- XYD: リヨン・パールデュー駅、リヨン、フランス
- XYG: プラハ本駅、プラハ、チェコ共和国
- XYH: ヘルシンボリ駅、スウェーデン
- XYJ: プラハ-ホレショビツェ駅、プラハ、チェコ共和国
- XYL: リヨン・ペラーシュ駅、リヨン、フランス
- XYM: ファルケンベリ駅、ファルケンベリ、スウェーデン
- XZI: ロレーヌTGV駅、メス (フランス)–ナンシー地域、フランス
- XZN: アヴィニョンTGV駅、アヴィニョン、フランス
- XZO: オスロ中央駅、ノルウェー
- XZT: トロンハイム中央駅、ノルウェー
- XZV: トゥーロン駅、トゥーロン、フランス

### Y
- YBZ: トロントユニオン駅、オンタリオ州、カナダ (ビリー・ビショップ・トロント・シティー空港 (IATA: YTZ, ICAO: CYTZ)からフェリーとトンネルで約3km)
- YCM: セントキャサリンズ駅、オンタリオ州、カナダ
- YJD: フランサ駅、バルセロナ、スペイン
- YJH: サン・セバスティアン駅、スペイン
- YJL: サンタンデール駅、スペイン
- YJV: バレンシア北駅、バレンシア (スペイン)、スペイン
- YMY: モントリオール中央駅、ケベック州、カナダ (モントリオール・ピエール・エリオット・トルドー国際空港から約19km)

### Z
- ZAQ: ニュルンベルク中央駅、ニュルンベルク、ドイツ
- ZBA: バーゼル・バディッシャー駅、スイス
- ZBP: ペンシルベニア駅、ボルチモア、アメリカ
- ZDH: バーゼルSBB駅、スイス
- ZDJ: ベルン中央駅、スイス
- ZDU: ダンディー駅、ダンディー、スコットランド
- ZEP: ロンドン・ヴィクトリア駅、ロンドン、イギリス
- ZEU: ゲッティンゲン中央駅、ゲッティンゲン、ドイツ
- ZFJ: レンヌ駅、フランス
- ZFQ: ボルドー＝サン＝ジャン駅、ボルドー、フランス
- ZFV: 30丁目駅、フィラデルフィア、アメリカ
- ZGG: グラスゴー・セントラル駅、スコットランド
- ZGH: コペンハーゲン中央駅、デンマーク
- ZIV: インヴァネス駅、インヴァネス、スコットランド
- ZKD: レニングラーツキー駅、モスクワ、ロシア
- ZLN: ル・マン駅、フランス
- ZLS: リバプール・ストリート駅、ロンドン、イギリス
- ZLY: オールバニ・レンセラー駅、レンセラー、ニューヨーク、アメリカ
- ZMB: ハンブルク中央駅、ハンブルク、ドイツ
- ZMI: メルジェリーナ駅、ナポリ、イタリア
- ZMS: フィレンツェ・サンタ・マリア・ノヴェッラ駅、フィレンツェ、イタリア
- ZMU: ミュンヘン中央駅、ミュンヘン、ドイツ
- ZPY: ジークブルク・ボン駅、ジークブルク、ドイツ
- ZRB: フランクフルト中央駅、フランクフルト、ドイツ
- ZRH: チューリッヒ空港駅、チューリッヒ、スイス（空港と同じコード）
- ZRL: ランカスター駅、ランカスター (ペンシルベニア州)、アメリカ
- ZRP: ペンシルベニア駅、ニューアーク (ニュージャージー州)、アメリカ
- ZRT: ハートフォード・ユニオン駅、ハートフォード (コネチカット州)、アメリカ
- ZRV: プロビデンス駅、プロビデンス (ロードアイランド州)、アメリカ
- ZRZ: ニュー・キャロルトン駅 (ワシントンメトロ)、ニュー・キャロルトン、メリーランド州、アメリカ
- ZSB: ザルツブルク中央駅（オーストリア連邦鉄道）、ザルツブルク、オーストリア
- ZSF: スプリングフィールド・ユニオン駅 (マサチューセッツ州)、スプリングフィールド (マサチューセッツ州)、アメリカ
- ZTD: スケネクタディ駅、スケネクタディ (ニューヨーク州)、アメリカ
- ZTE: ロチェスター駅、ロチェスター (ニューヨーク州)、アメリカ
- ZTF: スタンフォード駅 (コネチカット州)、スタンフォード (コネチカット州)、アメリカ
- ZTJ: プリンストン・ジャンクション駅、プリンストン・ジャンクション、ニュージャージー州、アメリカ
- ZTO: サウス駅 (ボストン)、ボストン、アメリカ
- ZTY: バック・ベイ駅、ボストン、アメリカ
- ZUA: ユニオン駅 (ユーティカ)、ユーティカ (ニューヨーク州)、アメリカ
- ZUG: ハリスバーグ駅、ハリスバーグ (ペンシルベニア州)、アメリカ
- ZVE: ユニオン駅 (ニューヘイブン)、ニューヘイブン (コネチカット州)、アメリカ
- ZVM: ハノーファー国際見本市会場駅、ドイツ
- ZVR: ハノーファー中央駅、ドイツ
- ZWC: スタヴァンゲル駅、スタヴァンゲル 、ノルウェー
- ZWE: アントウェルペン中央駅、アントウェルペン、ベルギー
- ZWI: ウィルミントン駅、ウィルミントン (デラウェア州)、アメリカ
- ZWS: シュトゥットガルト中央駅、ドイツ
- ZWU: ユニオン駅 (ワシントンD.C.)、ワシントンD.C.、アメリカ
- ZXA: アバディーン駅、スコットランド
- ZXE: エディンバラ・ウェイヴァリー駅、スコットランド
- ZXS: バッファロー・エクスチェンジ通り駅、バッファロー (ニューヨーク州)、アメリカ
- ZYA: アムステルダム中央駅、オランダ
- ZYH: デン・ハーグ中央駅、オランダ
- ZYN: ニーム駅、ニーム、フランス
- ZYP: ペンシルベニア駅 (ニューヨーク)、ニューヨーク、ニューヨーク、アメリカ
- ZYQ: シラキュース駅 (アムトラック)、シラキュース (ニューヨーク州)、ニューヨーク、アメリカ
- ZYR: ブリュッセル南駅 [Midi/Zuid]、ブリュッセル
- ZYZ: アントウェルペン＝ベルヘム駅、アントウェルペン

## 関連記事
- Air-rail alliance（英語版）
- 空港連絡鉄道
- フリートーゲ
- IATA空港コードの一覧
- 各国の鉄道駅